# 99 Bottles of Beer
99 Bottles of Beer (en castellano: 99 botellas de cerveza) es una canción musical tradicional de los Estados Unidos y Canadá.
Tiene un texto muy repetitivo y una larga duración. Se canta normalmente en los viajes de los escolares o los scouts durante las largas travesías en autobuses. Está derivado de la canción inglesa Ten Green Bottles.
Está utilizado también como ejemplo para los principiantes que aprenden un nuevo lenguaje de programación, de la misma forma que el Hola Mundo.

## Letra
Las letras de la canción son las siguientes:

99 botellas de cerveza en la pared,
99 botellas de cerveza.

Toma uno abajo, pasa a tu alrededor,
98 botellas de cerveza en la pared...

El mismo verso se repite, cada vez con una botella menos, hasta que no queda ninguno. Las variaciones en el último verso después de la última botella que va hacia abajo incluyen líneas tales como:

No más botellas de cerveza en la pared, no más botellas de cerveza.

Ve a la tienda y compra un poco más, 99 botellas de cerveza en la pared ...

O también:

No más botellas de cerveza en la pared, no más botellas de cerveza.

Los hemos bajado y los hemos pasado; Ahora estamos borrachos y nos desmayamos!

Otra línea alternativa dice:
 Si esa botella cae, ¡qué desperdicio de alcohol! 